# Glina (powiat lipski)
Glina – wieś sołecka w Polsce położona w województwie mazowieckim, w powiecie lipskim, w gminie Solec nad Wisłą.
W latach 1975–1998 miejscowość należała administracyjnie do województwa radomskiego.
| SIMC    | Nazwa         | Rodzaj    |
| ------- | ------------- | --------- |
| 1054647 | Glina-Kolonia | część wsi |
| 0637565 | Kielochówka   | część wsi |
| 1054713 | Krakówka      | część wsi |

Wierni Kościoła rzymskokatolickiego należą do parafii św. Jana Chrzciciela w Pawłowicach.